# O Dia da Caça
O Dia da Caça é um filme brasileiro de 2000, do gênero drama policial, com direção de Alberto Graça.

## Sinopse
O filme conta a história de dois amigos que seguem até a Colômbia para buscar cocaína, mas acabam sendo traídos pelos próprios chefes.
Nando é um homem que há quatro anos saiu do mundo do tráfico de drogas e, de repente, se vê obrigado a ir até a Colombia pegar trinta quilos de cocaína. Sem saber o que fazer, procura um amigo de longa data, Vander, que conheceu quando estava no reformatório. No caminho de volta, conhecem Monalise, jovem amante de um traficante francês, e ambos descobrem que foram traídos. A partir daí, resolvem elaborar um plano arriscado de vingança contra os ex-chefes traidores.

## Elenco
- Marcello Antony ... Luís Fernando Polis (Nando)
- Paulo Vespúcio ...  Vander
- Barbara Schulz ...  Monalise Silberg de Alencar
- Jonas Bloch ... Delegado Branco
- Felipe Camargo ...  Raul Bual
- Oscar Magrini ...  Lineu
- Roberto Bomtempo ...  Nestor
- Milton Gonçalves ...  Miranda
- Herson Capri ...  Saldanha
- Anselmo Vasconcelos ...  Lopes
- Alaxandre Zachia ... Ibañéz
- Miwa Yanagizawa ... Betty
- Jean-Louis Tribes ...  Yves Morelle
- Nelson Pereira dos Santos ... Antenor Canosa

## Produção
O Dia da Caça é ambientado na Amazônia e em Brasília. O elenco é composto por atores brasileiros e franceses. A idealização do filme levou anos para ser concluída, cerca de 10 anos. Em 1995 começou a ser escrito o roteiro, assinado por Alberto Graça, e as filmagens se iniciaram em 1997. O custo total da produção foi de cerca de R$ 3,7 milhões.

## Lançamento
O filme foi selecionado para a Mostra Première Brasil do Festival do Rio de 1999. Antes de sua estreia no circuito comercial de cinemas, O Dia da Caça passou por várias sessões de exibições gratuitas em universidades de todo Brasil.

## Principais prêmios e indicações
| Ano  | Associações                            | Categoria                   | Nomeações                              | Resultado | Ref.  |
| ---- | -------------------------------------- | --------------------------- | -------------------------------------- | --------- | ----- |
| 2000 | Festival de Cinema Brasileiro de Miami | Prêmio da Audiência         | Alberto Graça                          | Venceu    |       |
| 2000 | Festival de Cinema Brasileiro de Miami | Melhor Ator                 | Marcello Antony                        | Venceu    |       |
| 2000 | Festival de Cinema Brasileiro de Miami | Melhor Desenho de Produção  | Sergio Silveira                        | Venceu    |       |
| 2001 | Grande Prêmio do Cinema Brasileiro     | Melhor Lançamento de Cinema | Melhor Lançamento de Cinema            | Indicado  |       |
| 2001 | Grande Prêmio do Cinema Brasileiro     | Melhor Fotografia           | Toca Seabra                            | Indicado  |       |
| 2001 | Grande Prêmio do Cinema Brasileiro     | Melhor Montagem             | Isabelle Rathery                       | Indicado  |       |
| 2001 | Prêmio Guarani de Cinema Brasileiro    | Melhor Ator Coadjuvante     | Paulo Vespúcio                         | Indicado  | [ 4 ] |
| 2001 | Prêmio Guarani de Cinema Brasileiro    | Melhor Fotografia           | Toca Seabra                            | Indicado  | [ 4 ] |
| 2001 | Prêmio Guarani de Cinema Brasileiro    | Melhor Som                  | Carlos Alberto Lopes e José Luíz Sasso | Indicado  | [ 4 ] |